# Neycharān
Neycharān (persiska: نیچران) är en ort i Iran.   Den ligger i provinsen Östazarbaijan, i den nordvästra delen av landet, 500 km nordväst om huvudstaden Teheran. Neycharān ligger 1 888 meter över havet och antalet invånare är 256.
Terrängen runt Neycharān är huvudsakligen kuperad, men åt sydost är den bergig. Runt Neycharān är det ganska glesbefolkat, med 27 invånare per kvadratkilometer. Närmaste större samhälle är Mehtarlū, 15,7 km nordost om Neycharān. Trakten runt Neycharān består i huvudsak av gräsmarker.